# فارون شارما (لاعب كريكت)
فارون شارما (4 نوفمبر 1987 في الهند - ) هو لاعب كريكت هندي.

## وصلات خارجية
- فارون شارما على موقع إي آس بي آن كريك إنفو (الإنجليزية)